# キュラーズ

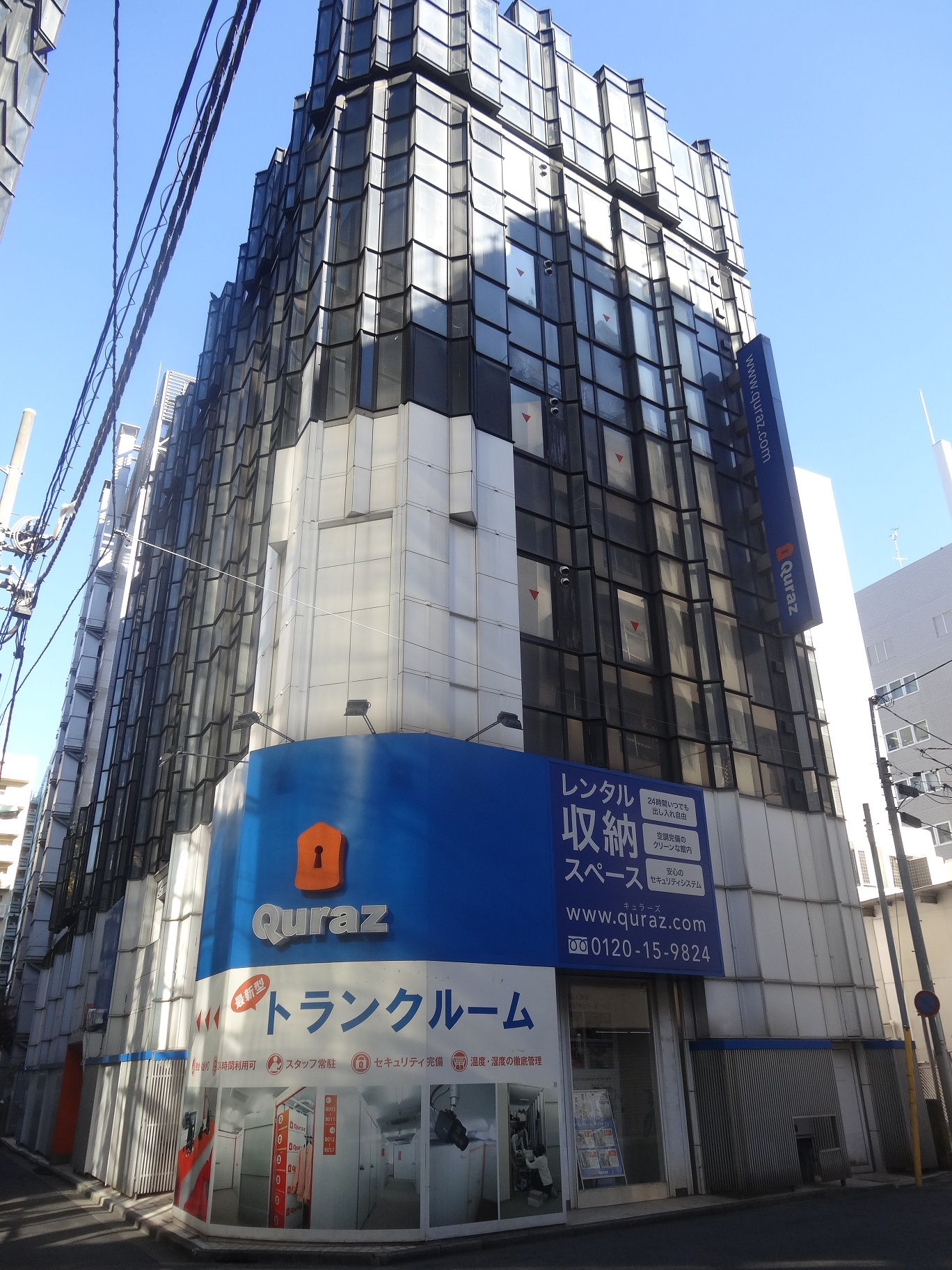
東新宿店外観

株式会社キュラーズ（英：Quraz CO., LTD）は、東京都品川区大崎に本社を置くトランクルームの運営会社である。

## 概要
東京都内を中心に、「Quraz（キュラーズ）」の店・ブランド名で、トランクルームの運営を全国で展開している。
築古ビルや住宅街に立地するビルなどの未稼働・低稼働な遊休不動産を自社物件として購入し、トランクルームとして用途変更・リノベーションを行ったうえで直営店舗として営業するというビジネスモデルにて運営を行っている（一部に賃貸での運営物件も存在する）。

## 沿革
- 2001年8月 有限会社ピードモント・ストレージ・マネジメントを設立
- 2002年4月 第一号店を東京都港区に出店
- 2002年10月 社名を株式会社ピードモントに変更
- 2012年1月 社名を株式会社キュラーズに変更